# Taximi
Taximi är en grekisk-svensk folkmusikgrupp som består av både svenskar och greker och har sin hemvist i Stockholm.
Gruppen bildades 1989 när de invandrade musikerna samlades kring just rebetikan och smyrneikamusiken. På gruppens program finns även "laika"-sånger komponerade under senare tid av några av de mest uppmärksammade folkliga kompositörerna.
Musiken som Taximi spelar är laddad, ofta vemodig och känslosam musik, en form av grekisk blues. Gruppen menar att folklig enkelhet föder äkthet och universalism och det har Taximi gjort med stor framgång. Gruppen har framträtt på festivaler och betydande scener i Skandinavien och Europa och gett ut sin andra CD på Caprice Records. Gruppen är etablerad såväl i Sverige som i Grekland.

## Bandmedlemmar
I Taximi ingår:
- Giorgos Degermetzoglou: bouzouki, taboura, Outi, laouto
- Christos Despiniadis: sång, gitarr, laouto
- Ann-Cathrine Hedin: fiol, baglama
- Mnolis Georgoudia: Kontrabas